# Fate of Norns
Fate of Norns är ett musikalbum av Amon Amarth, släppt 6 september 2004.
Skivan släpptes både i en utgåva med en bonus-DVD (Live at Grand Rokk Reykavik) och en utan. Den finns även tillgänglig som vinyl. Skivan spelades in i Berno studio i Malmö med bandet själva och Berno Paulsson som producent. Den är släppt på skivbolaget Metal Blade och skivomslaget är designat av Tomas Ewerhard. Den totala speltiden för skivan är 40 minuter och 14 sekunder.

## Låtlista
1. "An Ancient Sign of Coming Storm" - 4:38
2. "Where Death Seems to Dwell" - 4:58
3. "The Fate of Norns" - 5:57
4. "The Pursuit of Vikings" - 4:30 (musikvideo)
5. "Valkyries Ride" - 4:57
6. "The Beheading of a King" - 3:23
7. "Arson" - 6:48
8. "Once Sealed in Blood" - 4:50

### Bonus-DVD (begränsad utgåva)
1. "Death in Fire"
2. "The Last With Pagan Blood"
3. "For the Stabwounds in Our Backs"
4. "Masters of War"
5. "The Sound of Eight Hooves"
6. "Bloodshed"
7. "Versus the World"
8. "Victorious March"